# Strongylognathus emeryi
Strongylognathus emeryi é uma espécie de insecto da família Formicidae.
É endémica de Itália.